# Tatjana Gojsjtjik
Tatjana Gojsjtjik, född den 6 juli 1952 i Konovalov, Irkutsk oblast, är en sovjetisk friidrottare inom kortdistanslöpning.
Hon tog OS-guld på 4 x 400 meter stafett vid friidrottstävlingarna 1980 i Moskva.